# Steve Taylor
Roland Stephen Taylor (Brawley, 9 dicembre 1957) è un cantante, regista e produttore cinematografico statunitense.

## Discografia

### Solista
- I Want To Be a Clone (1982), EP di debutto
- Meltdown (1983), album
- On the Fritz (1985), album
- I Predict 1990 (1987), album
- Squint (1993), album

### Live Albums
- Limelight (1986), live album
- Liver (1995), live album

### Compilations
- The Best We Could Find (+3 That Never Escaped) (1988), album
- Now The Truth Can Be Told (1994), album doppio
- Roaring Lambs (2000), artisti vari (una traccia)

### Con Chagall Guevara
- Chagall Guevara (1991), album
- Pump Up The Volume, colonna sonora (una traccia)

### Video
- Videoworks (1985), video collection
- Limelight (1986), live video
- I Predict 1990: The Video Album (1987), video collection
- Squint: Movies From the Soundtrack (1993), video collection
- Now The Truth Can Be Told (1994), video collection

## Filmografia
- Rich Mullins: Pursuit of a Legacy (1994), produttore
- The Second Chance (2006), produttore, regista e sceneggiatore